# Vườn quốc gia Arakwal

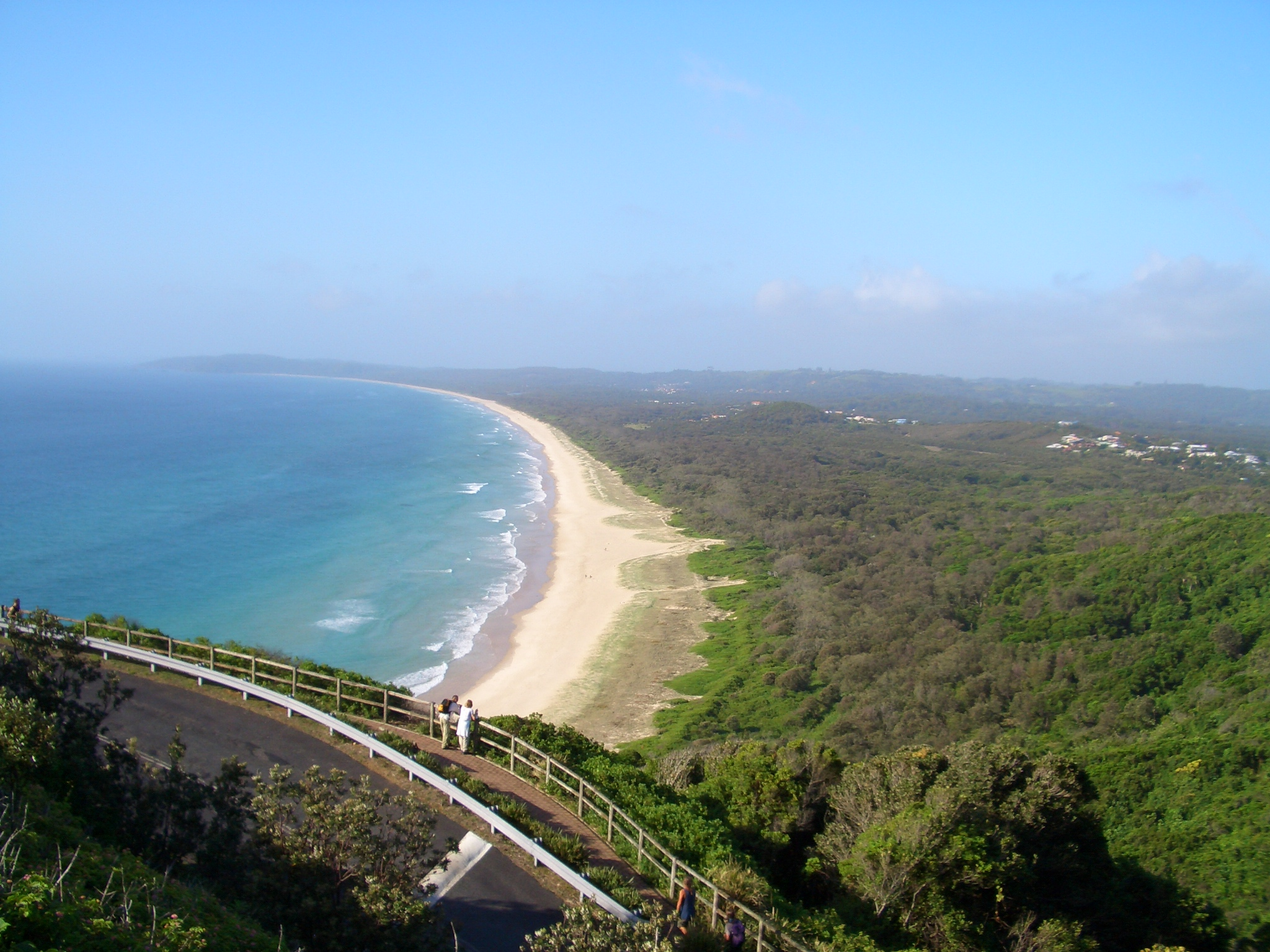
Bãi biển Tallow, Vịnh Byron. Vườn quốc gia Arakwal bên phải.

Vườn quốc gia Arakwal là một vườn quốc gia ở bang New South Wales, Úc, cách thành phố Sydney 624 km về phía bắc và cách Cape Byron - điểm cực đông của đất liền Úc - 2 km về phía nam. Thành phố gần nhất là thành phố Byron Bay.
Vườn quốc gia này được thành lập ngày 26.10.2001, rộng 1,86 km², bao phủ một khu vực của vùng Wallum, các bãi đất sét hoang bờ biển ở sau Bãi biển Tallow, và là nơi cư trú của nhiều loài chim cùng 2 loài ếch nhái bản xứ là Wallum Froglet (Crinia tinnula) và Wallum Sedge Frog (Litoria olongburensis), cả hai loài này bị coi là có nguy cơ tuyệt chủng.